# History of the Indian Tribes of North America
History of the Indian Tribes of North America est un ouvrage en trois volumes composé de biographies de personnalités amérindiennes accompagnées de lithographies, publié à l'origine aux États-Unis de 1836 à 1844 par Thomas L. McKenney et James Hall (en). La plupart des portraits sont initialement des huiles sur toiles réalisées par Charles Bird King à l'occasion de la venue à Washington de délégations amérindiennes alors que McKenney était surintendant aux affaires indiennes.

## Historique
Surintendant du commerce indien puis commissaire des affaires indiennes, Thomas L. McKenney dirige la politique indienne de 1816 à 1830. Durant l'occupation de son poste, il commence à rassembler des objets amérindiens, des livres à leur sujet et engage Charles Bird King pour réaliser des portraits de délégués des nations amérindiennes lors de leur venue à Washington afin de les exposer dans sa « galerie indienne » située dans ses bureaux, au deuxième étage du bâtiment du département de la Guerre à Washington.
Remercié en 1830, il planifie alors de publier un recueil des portraits des délégués amérindiens accompagnés de textes historiques et biographiques. Il s'associe avec Samuel F. Bradford, imprimeur de Philadelphie, qui accepte de l'aider à réaliser son projet. Avec l'aide de ses anciens collaborateurs qui lui envoient les portraits de King, il en fait réaliser des copies par le peintre Henry Inman qui sont ensuite lithographiées. Satisfait du résultat, McKenney et Bradford annoncent la publication prochaine de leur recueil en trois volumes et lancent une campagne de souscription mais l'imprimeur fait faillite. McKenney parvient à persuader deux jeunes imprimeurs de Philadelphie de racheter l'imprimerie mais c'est ensuite au tour de l'entreprise Childs & Inman qui réalise les lithographies de faire faillite. McKenney rencontre alors James Hall (en) qui accepte d'assurer la direction rédactionnelle de la publication et de réviser les textes de McKenney. Le premier volume de The Indian Tribes of North America with Biographical Sketches and Anecdotes of the Principal Chiefs sort finalement en 1837 et comporte 48 planches illustrées.
La panique de 1837 entrave la publication des volumes suivants et McKenney finit par abandonner le projet. La publication ne reprend qu'en 1843 et la dernière série est publiée en 1844.

## Galerie

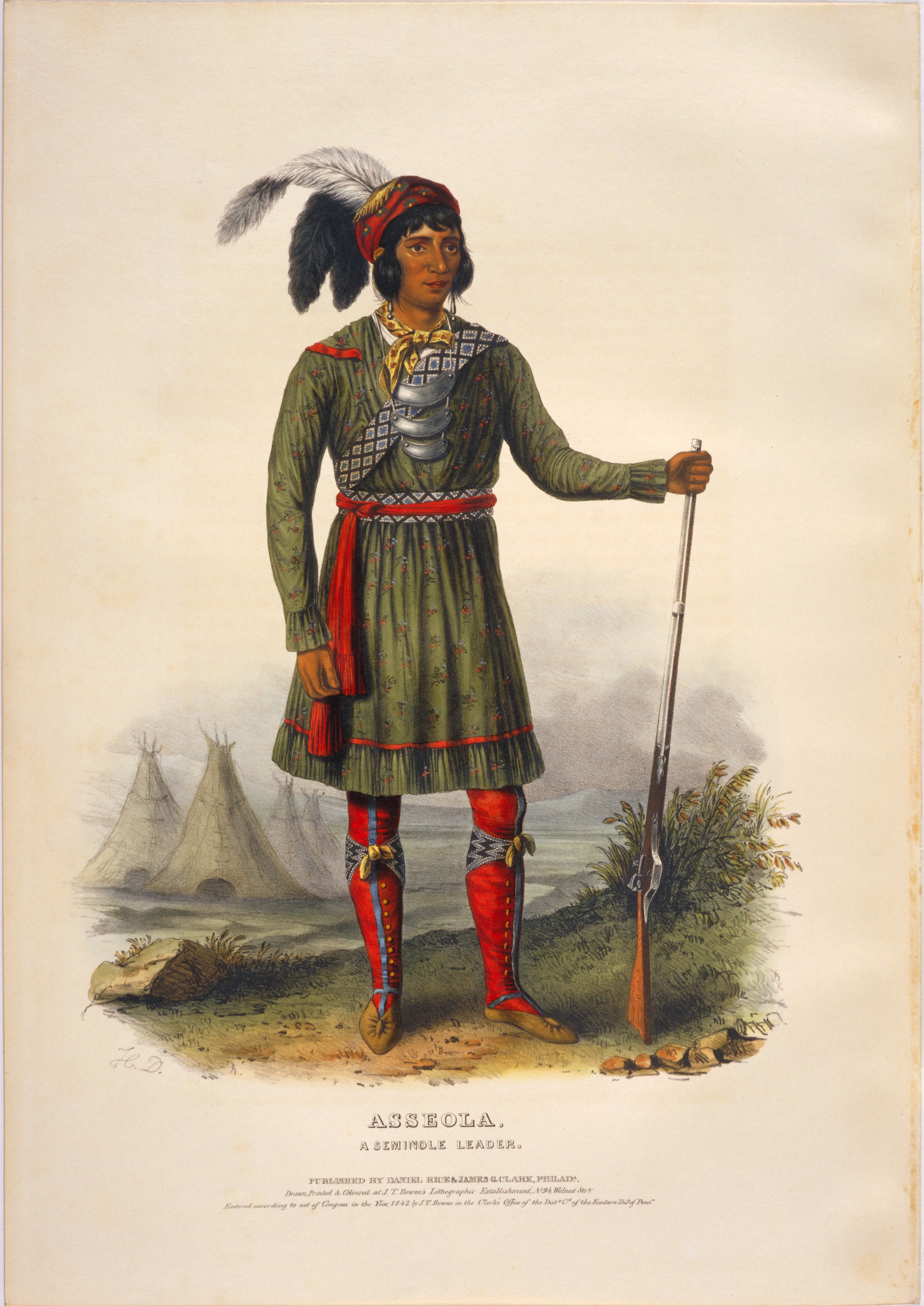
Asseola
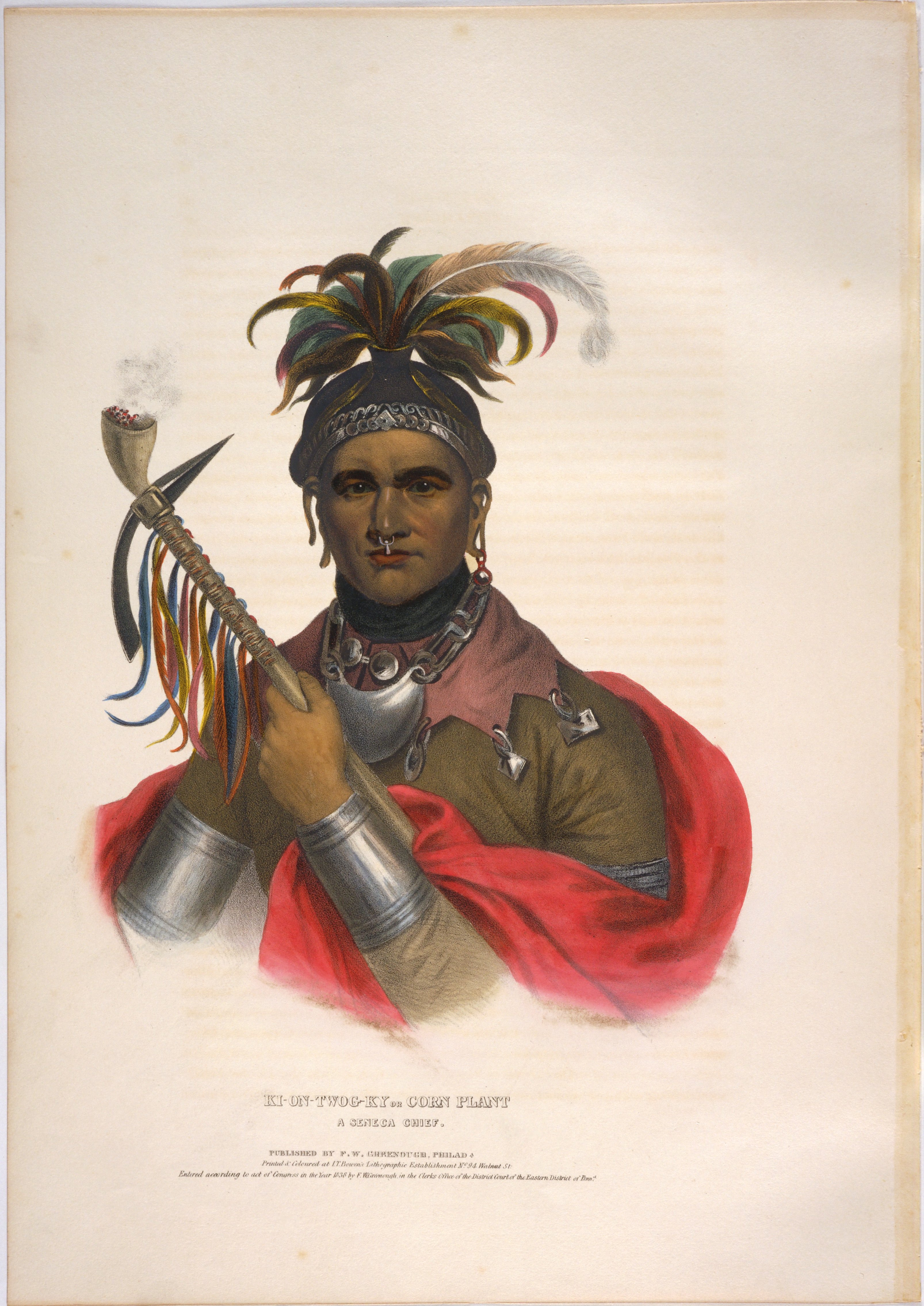
Ki-on-twog-ky
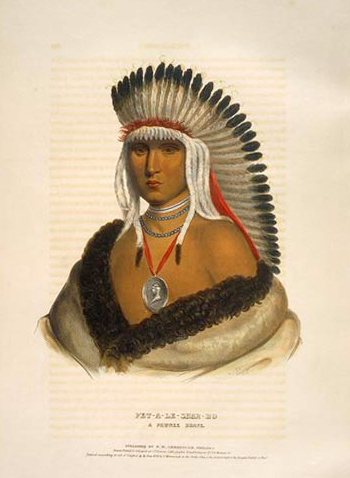
Pet-a-le-shar-ro
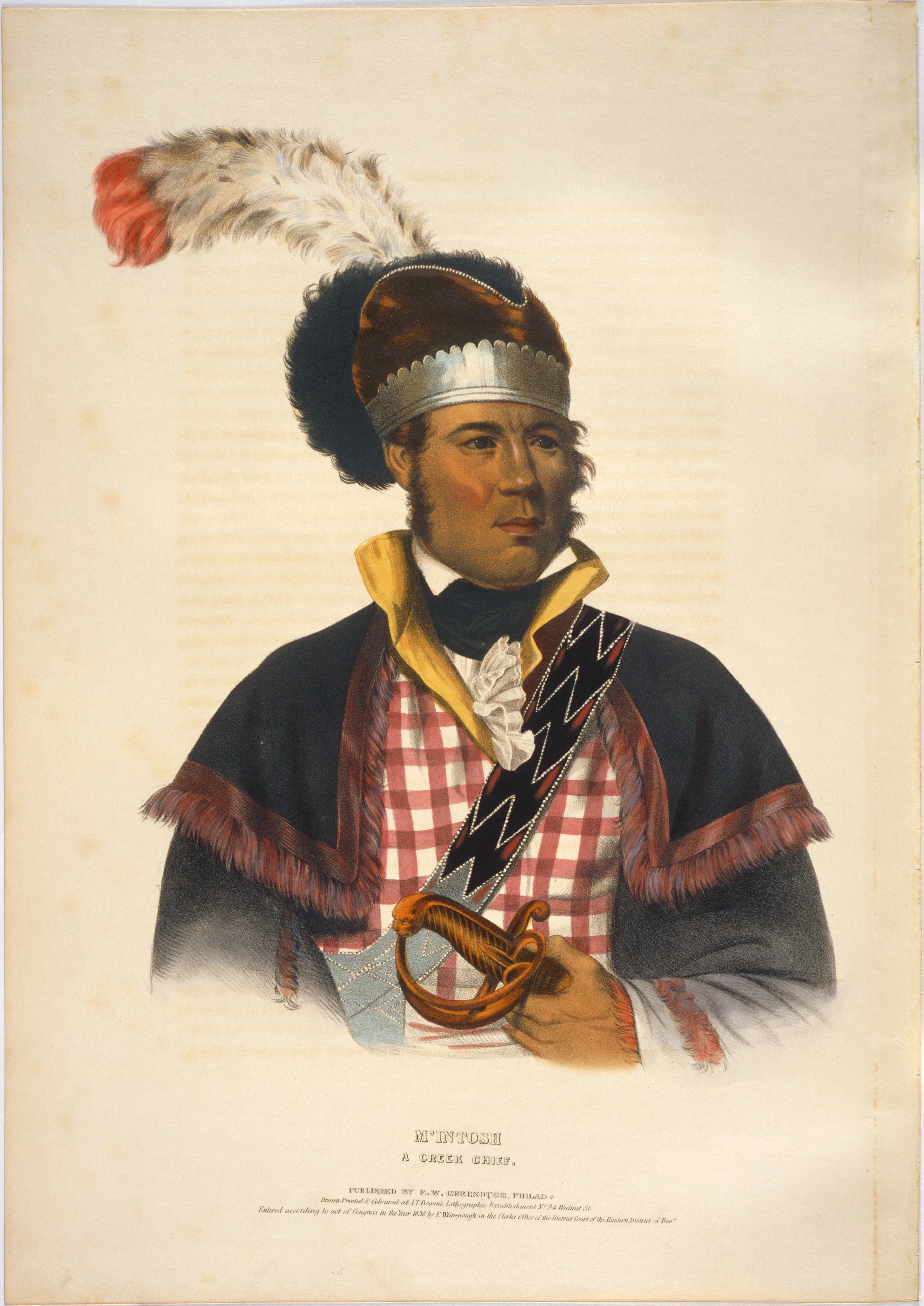
M'Intosh
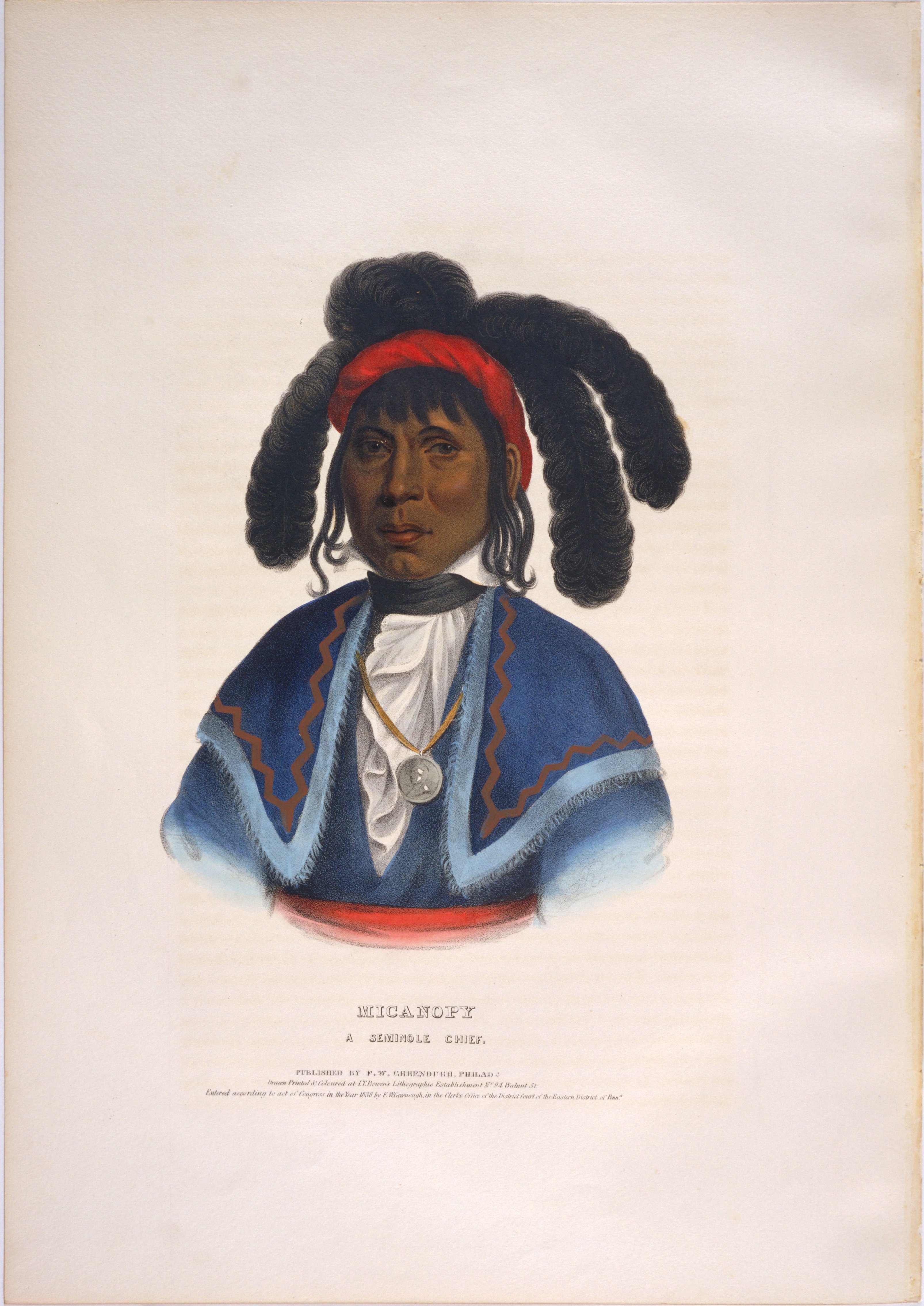
Micanopy
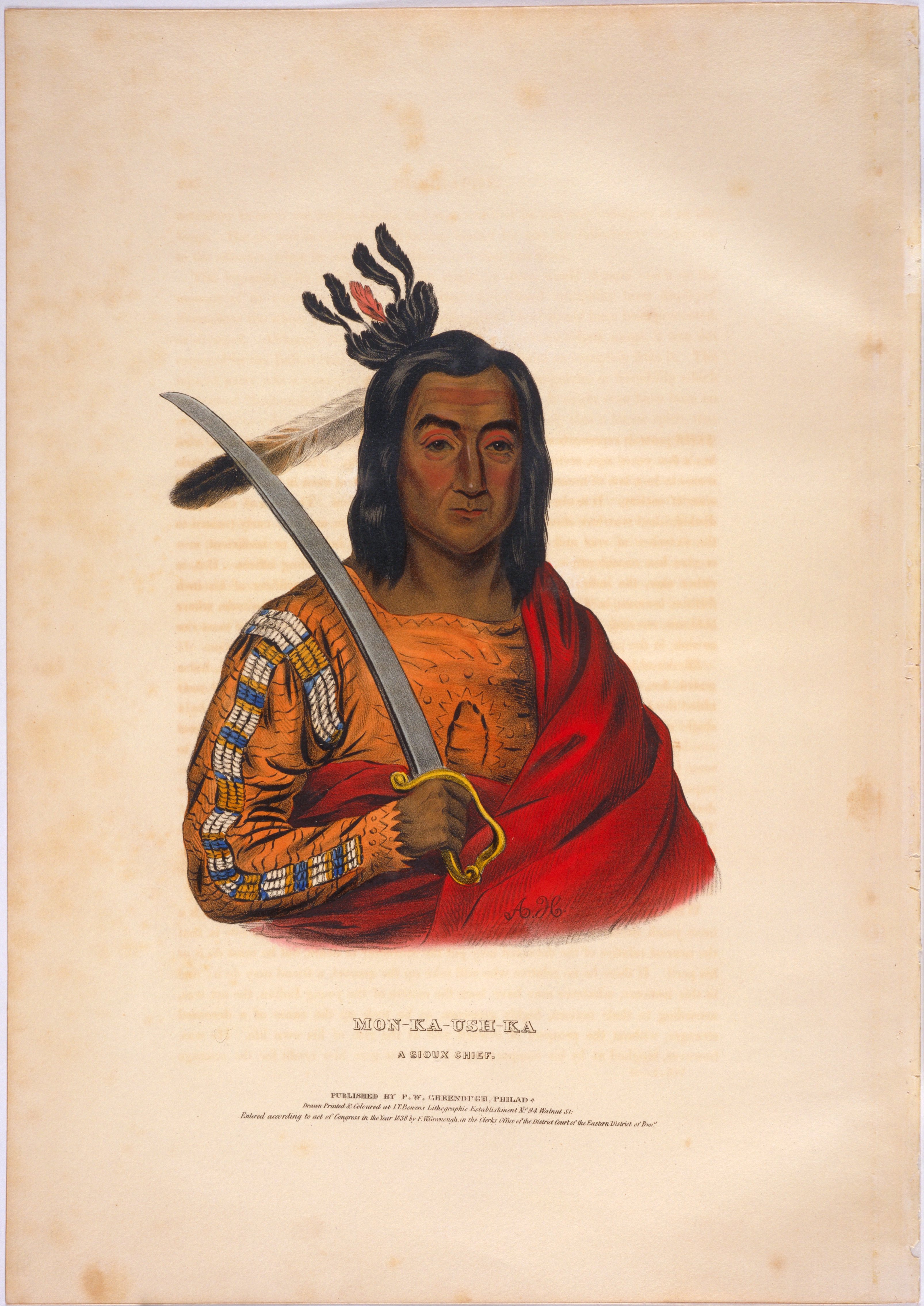
Mon-ka-ush-ka